# Macrocolus barrettoi
Macrocolus barrettoi là một loài ruồi trong họ Asilidae. Macrocolus barrettoi được Carrera miêu tả năm 1949. Loài này phân bố ở vùng Tân nhiệt đới.